# Ирвин, Сесил
Сесил Ирвин (англ. Cecil Irwin; 8 апреля 1942, Ellington, Нортамберленд — 21 апреля 2025) — английский футболист и футбольный тренер, играл на позиции защитника.

## Биография

### Игровая карьера
Дебютировал в профессиональном футболе за «Сандерленд» 20 сентября 1958 года в матче Второго дивизиона против «Ипсвича» — «Сандерленд» проиграл со счётом 0:2. На момент дебюта во взрослой команде ему было 16 лет и 166 дней и на тот момент он был самым молодым дебютантом в истории «Сандерленда». Всего за «чёрных котов» Ирвин играл в течение 13 сезонов, сыграв более 350 матчей во всех турнирах.
В 1972 году Ирвин стал играющим тренером в «Йовил Таун», с которым проработал три сезона. Затем он перешёл на такую же должность в «Ашингтон».

### Тренерская карьера
В начале 2000-х годов работал главным тренером «Ашингтона».

### Смерть
Скончался 21 апреля 2025 года спустя 13 дней после своего 83-летия.